# Eddie (Film)
Eddie ist eine US-amerikanische Filmkomödie von Steve Rash aus dem Jahr 1996.

## Handlung
Die Polizistenwitwe Edwina Franklin ('Eddie') ist eine Fahrerin von Luxuslimousinen in New York City und auch ein großer Fan des Basketball-Teams New York Knicks. Die Mannschaft erlebt eine sportliche Krise und einige Misserfolge. Der neue Besitzer der Knicks, der texanische Ölmillionär Wild Bill Burgess, erkennt ihr Talent eine Mannschaft zu führen und zu trainieren. Auf seine Veranlassung hin gewinnt Eddie in einer Auslosung einige Stunden, in denen sie dem Training assistieren darf. Sie wird für den bisherigen erfolglosen Coach als neue Trainerin eingestellt und räumt erst einmal mit Vorurteilen und dem Fehlverhalten einiger Spieler auf. Als sie auch noch lernt, auf jeden Spieler ganz individuell einzugehen, kehrt der spielerische Erfolg der Mannschaft rasch zurück.
Der Besitzer will mit dem Team von New York nach St. Louis umziehen. Eddie führt den Widerstand gegen die Pläne an und düpiert Wild Bill, indem sie seine Pläne während eines der letzten Saisonspiele vor den Zuschauern öffentlich bekannt gibt. Burgess rudert unter dem wütenden Protest der Zuschauer zurück und legt seine Pläne auf Eis. Im letzten Spiel vor den Playoffs, das die Knicks unbedingt gewinnen müssen, steht Eddie mit ihrer Mannschaft dem Konkurrenzteam der Charlotte Hornets unter dem ehemaligen Trainer der Knicks, John Bailey, gegenüber. Ein entscheidender taktischer Rat ihres Co-Trainers Carl Zimmer bringt den Erfolg in letzter Sekunde.

## Kritiken
- Mike Clark schrieb in der USA Today, dass die Handlungsstränge mit Whoopi Goldberg und dem Team witzig aber die anderen störend seien.

- Mick LaSalle schrieb in der San Francisco Chronicle, dass der Film erfrischend und witzig sei. Er lobte das Spiel von Whoopi Goldberg.

## Auszeichnungen
Whoopi Goldberg wurde 1997 für den Kids’ Choice Award und für die Goldene Himbeere nominiert.